# 鍋底蕭條
鍋底蕭條（日语：／ Nabezoko fukyō），也有稱鍋底景氣，是指日本1957年（昭和32年）7月至1958年（昭和33年）6月的一次短暫的經濟蕭條。

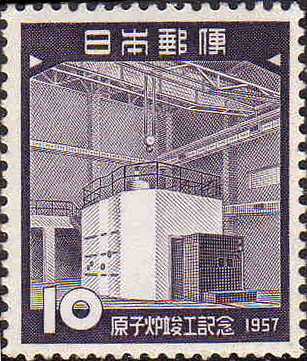
1957年核電廠完工紀念郵票

這次蕭條發生在神武景氣之後（1954年12月－1957年6月），當時由於景氣過猛，國內物價高漲，加上政府對蘇伊士運河危機的局勢誤判，導致投機性的進口劇增，出現外匯危機。政府於是採取了緊縮金融、緊縮財政和抑制進口的政策，使景氣陷入停滯狀態。政府的庫存投資大幅減少，工礦業生產明顯下降。經濟企劃廳判斷設備投資過剩引起的蕭條將會持續一段較長的時間，《經濟白皮書》稱之為「鍋底景氣」，即比喻為像在平底鍋中前進一樣。
不過這種預測並不準確，雖然蕭條在1958年依然持續，但是進入1959年4、5月，工礦業生產已經顯著增長，庫存也趨向增加，外匯儲備也十分充裕，至此，蕭條狀態已經擺脫。